# 姆巴乌岛
姆巴乌岛（發音：[ˈmba.u]）是斐濟的島嶼，位於維提島以東太平洋南部海域，屬於維提群島的一部分，距主岛维提岛仅有约1千米左右，属泰莱武省管辖。面積0.08平方公里。該島受熱帶氣候影響，1996年人口約300。
该岛在斐济历史上地位极为重要，因为源起于该岛的政权最终在18世纪中期统一了整个斐济群岛。斐济语的标准语便是基于姆鲍方言，该方言属于一种东斐济语。
直至今日其对整个斐济的政治、宗教影响仍然存在。

## 著名人物
- 弗兰克·姆拜尼马拉马，斐济武装部队总司令、斐济总理。

## 外部連結
- Bau at Britannica.com （页面存档备份，存于）
- Details and Photographs by FijiBure
- Details and statistics （页面存档备份，存于）

17°58′00″S 178°37′00″E / 17.966667°S 178.616667°E